# Колмогорово
Колмого́рово (рос. Колмогорово) — село у складі Яшкинського округу Кемеровської області, Росія.

## Населення
Населення — 1582 особи (2010; 1657 у 2002).
Національний склад (станом на 2002 рік):
- росіяни — 86 %